# SR-25
SR-25 — самозарядная снайперская винтовка, разработанная Юджином Стоунером в 1990-е годы на основе конструкции винтовки AR-15.

## Описание
Свыше 60 % деталей в конструкции винтовки взаимозаменяемы с AR-15.
SR-25 имеет газоотводную автоматику. Ствольная коробка сделана из алюминиевого сплава — из двух частей, которые соединены между собой поперечными штифтами. Ударно-спусковой механизм даёт возможность вести огонь одиночными выстрелами. Прицельные приспособления состоят из складной мушки и регулируемого диоптрического целика.

## Страны-эксплуатанты
- США: в начале 2001 года для подразделений специального назначения ВМС США было заказано около 400 шт. SR-25 (в варианте исполнения Mk.11 Mod.0), из этого количества до начала февраля 2003 года было получено около 70 шт.[2]
- Польша: весной 2008 года были показаны несколько винтовок SR-25, закупленных для спецподразделения GROM[3]